# Нівеслейс (Північна Голландія)
Нівеслейс (нід. Nieuwesluis) — селище в нідерландській провінції Північна Голландія. Входить до муніципалітету Голландс-Крон.
Його площа становить 0,10 км², а населення станом на 2021 рік складало 100 осіб.